# Mickaël Maschio
Michaël Maschio, né le 19 mai 1973 à Digne-les-Bains, est un pilote de motocross français. En 2002 il décroche le titre de Champion du Monde de motocross en catégorie 125 cm3 sur Kawasaki.

## Résultats par année
| Année | Moto     | 250cc | 125cc |
| ----- | -------- | ----- | ----- |
| 1995  | Honda    |       | 5e    |
| 1996  | Honda    |       | 12e   |
| 1997  | Honda    |       | 5e    |
| 1998  | Yamaha   | 8e    |       |
| 1999  | Yamaha   | 6e    |       |
| 2000  | Kawasaki | 9e    |       |
| 2001  | Kawasaki | 15e   |       |
| 2002  | Kawasaki |       | 1er   |
|       |          | Mx GP | 125cc |
| 2003  | Kawasaki |       | 4e    |
|       |          | MX1   | MX2   |
| 2004  | Kawasaki |       | 6e    |
| 2005  | Yamaha   |       | 12e   |

## Palmarès
- 1 fois Champion du Monde 2002 de motocross en 125 cm3[3]
- 2 fois Champion de France 2002 et 2003 en 125 cm3